# Bitch (từ lóng)

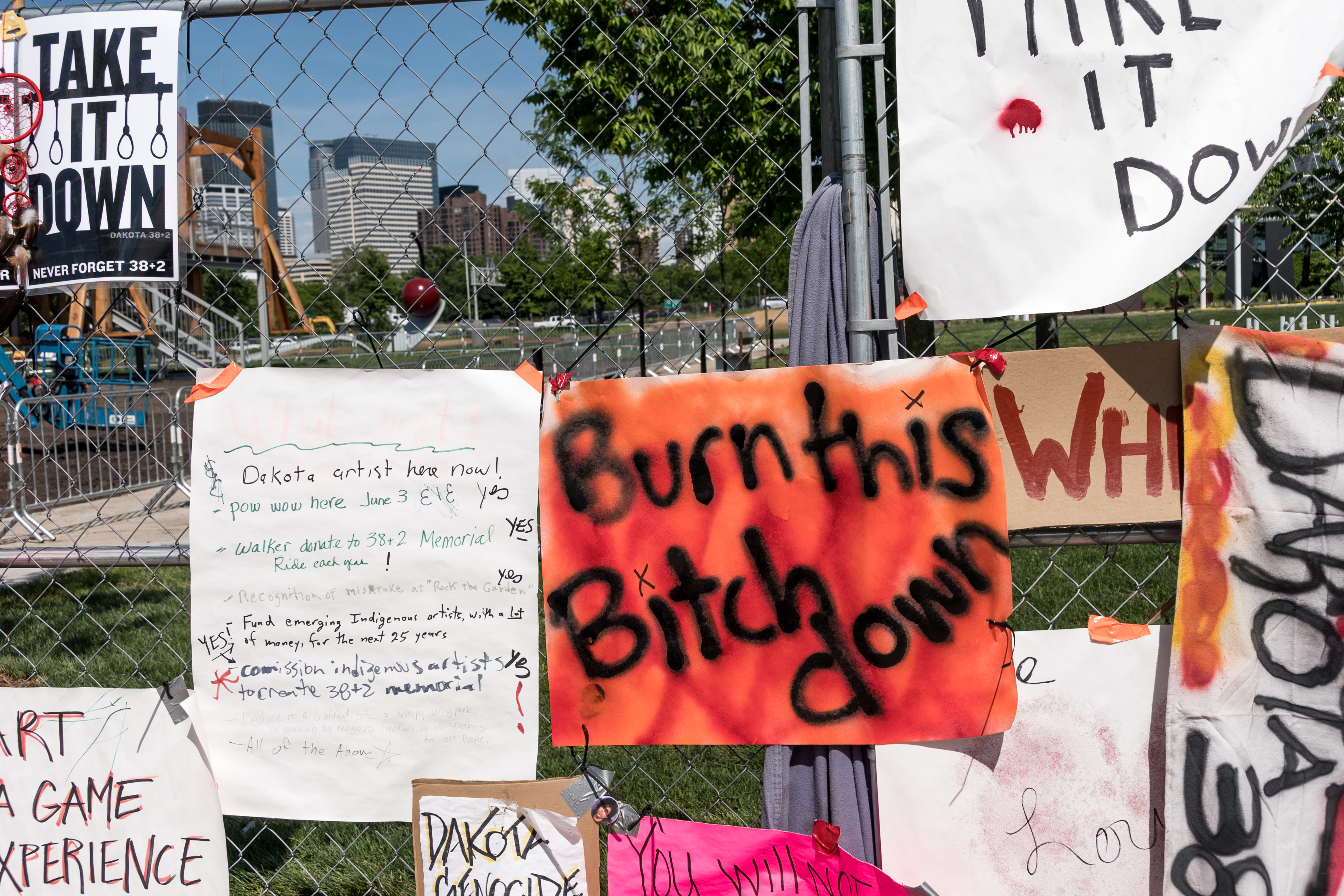
Một cách sử dụng tiếng lóng của từ "bitch" có thể được nhìn thấy trong dấu hiệu trung tâm của cuộc biểu tình này, có nội dung "đốt con chó cái này xuống".

Bitch, trong tiếng Việt có thể tạm dịch là "con đĩ", "con chó cái", "con phò", là một từ lóng miệt thị dành cho một người (thường là phụ nữ) hiếu chiến, độc ác, thích kiểm soát, thô bạo hoặc hung hăng. Khi áp dụng cho một người đàn ông, bitch là một thuật ngữ xúc phạm. Cách sử dụng của nó như là một sự thô tục, được ghi nhận từ thế kỷ XV, cho thấy ham muốn tình dục cao ở một người phụ nữ, có thể so sánh với một con chó cái. Phạm vi ý nghĩa đã mở rộng trong cách sử dụng hiện đại. Trong bối cảnh nữ quyền, nó có thể chỉ ra một người phụ nữ mạnh mẽ hoặc quyết đoán.
Bitch từ là một trong những từ chửi rủa phổ biến nhất trong ngôn ngữ tiếng Anh. Theo Tiến sĩ Timothy Jay, có "hơn 70 từ cấm kỵ khác nhau", nhưng 80 phần trăm thời gian chỉ có mười từ được sử dụng và bitch được bao gồm trong bộ này.

## Lịch sử

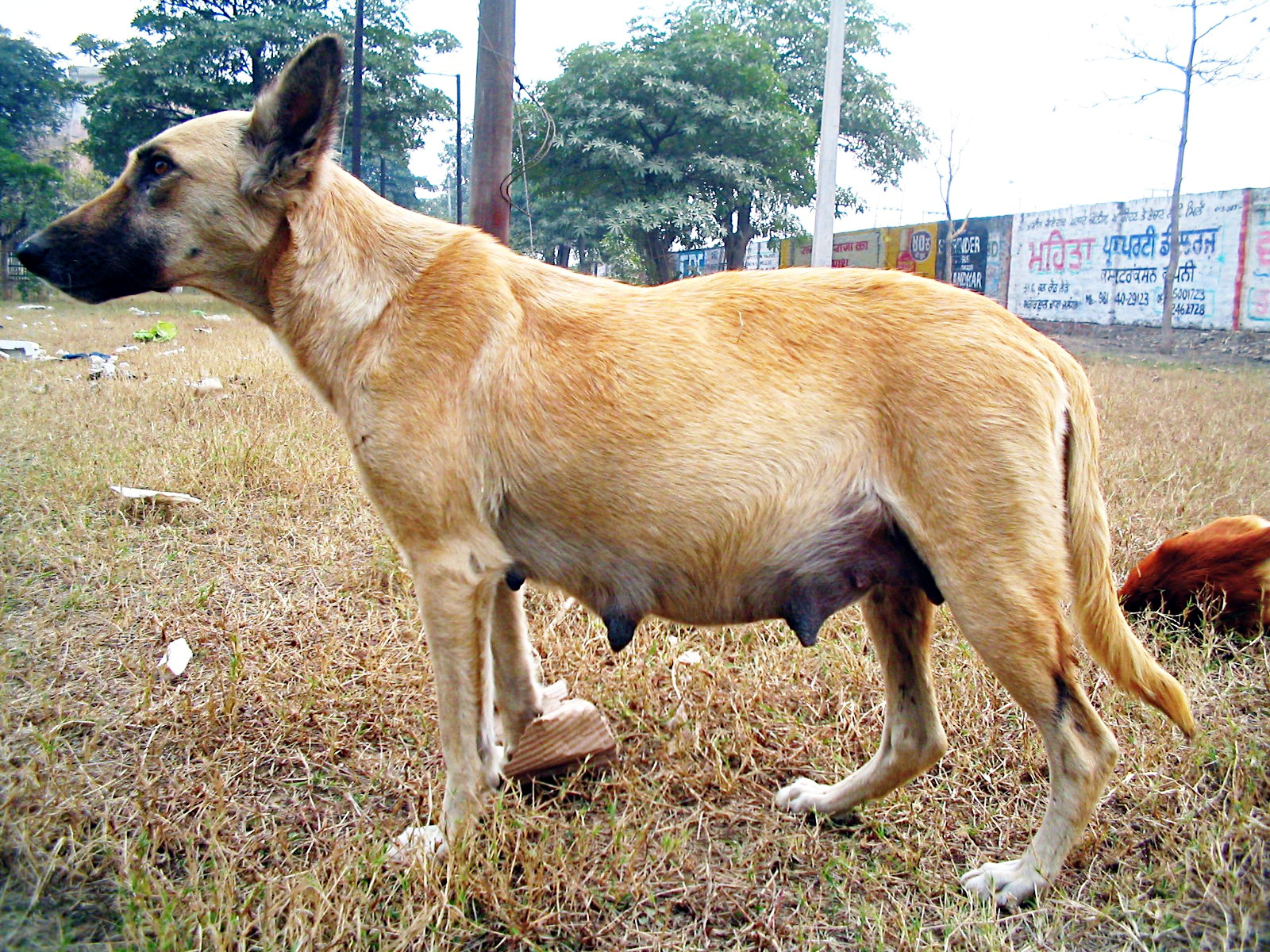
Theo nghĩa đen, "bitch" là một con chó cái. Công dụng ban đầu của nó là một sự xúc phạm dựa trên việc so sánh một người phụ nữ với một con chó cái hung hăng.

Theo từ điển tiếng Anh Oxford, thuật ngữ chó cái xuất phát từ tiếng Anh cổ bicce hoặc bicge, có nghĩa là "con chó cái", có niên đại khoảng 1000 CE. Nó có thể bắt nguồn từ từ bikkja từ Old Norse trước đó, cũng có nghĩa là "con chó cái".